# (10405) Yoshiaki
(10405) Yoshiaki est un astéroïde de la ceinture principale.

## Description
(10405) Yoshiaki est un astéroïde de la ceinture principale. Il fut découvert le 19 novembre 1997 à Nanyo par Tomimaru Okuni. Il présente une orbite caractérisée par un demi-grand axe de 2,41 UA, une excentricité de 0,19 et une inclinaison de 1,5° par rapport à l'écliptique.

## Compléments